# Brandenburg
Brandenburg (alsószorb nyelven: Bramborska, alnémet nyelven: Brannenborg) Németország egyik szövetségi tartománya az ország keleti részén. Gazdasági és kulturális szempontból is kiemelkedő, különösen Berlin közelsége miatt. Természeti kincsei, például a számos tó és erdő, valamint történelmi városai fontos szerepet játszanak a turizmusban és a környezetvédelemben. 29 477 km²-es területével Németország ötödik  legnagyobb tartománya, ezzel az ország területének mintegy 8,25%-át fedi le. Közel 2,5 millió fős lakosságával pedig a szövetség tízedik legnépesebb tagja, ezzel az ország népességének 3%-ával rendelkezik. Népsűrűsége bőven az országos átlag alatt van.
Nyugatról Alsó-Szászország és Szász-Anhalt, északról Mecklenburg-Elő-Pomeránia, keletről Lengyelország, délről pedig Szászország határolja. Székhelye "a kastélyok városa" becenéven is gyakran nevezett Potsdam, amely elsősorban lenyűgöző kastélyairól és parkjairól nevezetes, különösen a világörökség részét képező Sanssouci-palotáról. Emellett a város fontos szerepet játszott a történelemben, például a második világháborút lezáró potsdami konferencia helyszíneként. De nevezetesebb települései a fontos kulturális központ Cottbus, itt található ugyanis a híres Állami Színház, és a szorb kisebbség központja, Brandenburg an der Havel, a tartomány nevet adó város, jelentős középkori múltra tekint vissza, illetve Frankfurt (Oder) egyetemi városa (Viadrina Egyetem), mely fontos kereskedelmi központ a lengyel határ közelében.
Németország északkeleti részén fekszik, az ország egyik legnagyobb tartománya. Területét síkságok, tavak, folyók és erdőségek jellemzik, a legfontosabb folyója az Elba, a Havel és az Odera. A tartomány nagy részét a pleisztocén jégkorszak formálta, ezért sok a homokos talaj és a morénadomb. Brandenburg híres a több mint 3000 taváról, köztük a Müggelsee és a Scharmützelsee. Az erdők – főleg fenyvesek – az összterület majdnem harmadát borítják. A Spreewald, egy mocsaras, csatornákkal szabdalt vidék, különösen híres természeti szépségéről. Brandenburg körbeöleli Berlint, de maga sokkal ritkábban lakott. Az éghajlat mérsékelt kontinentális, meleg nyarakkal és hűvös telekkel.
Brandenburgot valószínűleg 1157-ben alapították, miután a sváb-frank fejedelmi családból származó I. (Medve) Albert meghódította és a Német-római Birodalom részévé tette a területet. 1415 és 1918 között a Hohenzollern-dinasztia uralkodott és az általuk megerősített Poroszország központjává tették a tartományt. A második világháború után Németország szovjet megszállási övezetébe került és az 1949-ben megalapított NDK része lett. 1952-ben Brandenburgot feloszlatták és több megyét alapítottak területén. A német egység helyreállításával, 1990-ben a tartományt újraszervezték.
| „ | Ősöreg tölgyek, sötét bükk-csenevészek Mezőket kerítő zöldellő nyírek(…) | ” |
|   |                                                                          |   |

## Nevének eredete
A tartomány neve a középkori Brandenburg an der Havel városából ered, amely a térség egyik legrégebbi települése. A név eredete vitatott:
- egyes források szerint a német "Brand" (égetés) és "Burg" (vár) szavakból származik, utalva egy „felégetett várra” vagy „égetéssel megtisztított területre” .
- más vélemények szerint a név szláv eredetű, és a "Brenna" szóból ered, amely mocsaras vidéket jelent.[3][4]

A magyar nyelvben a „burkus” szó is a Brandenburg névből származik, a latinos "brandenburgus" alakból, amely a poroszországi Brandenburg tartomány lakóira utalt.

## Földrajza

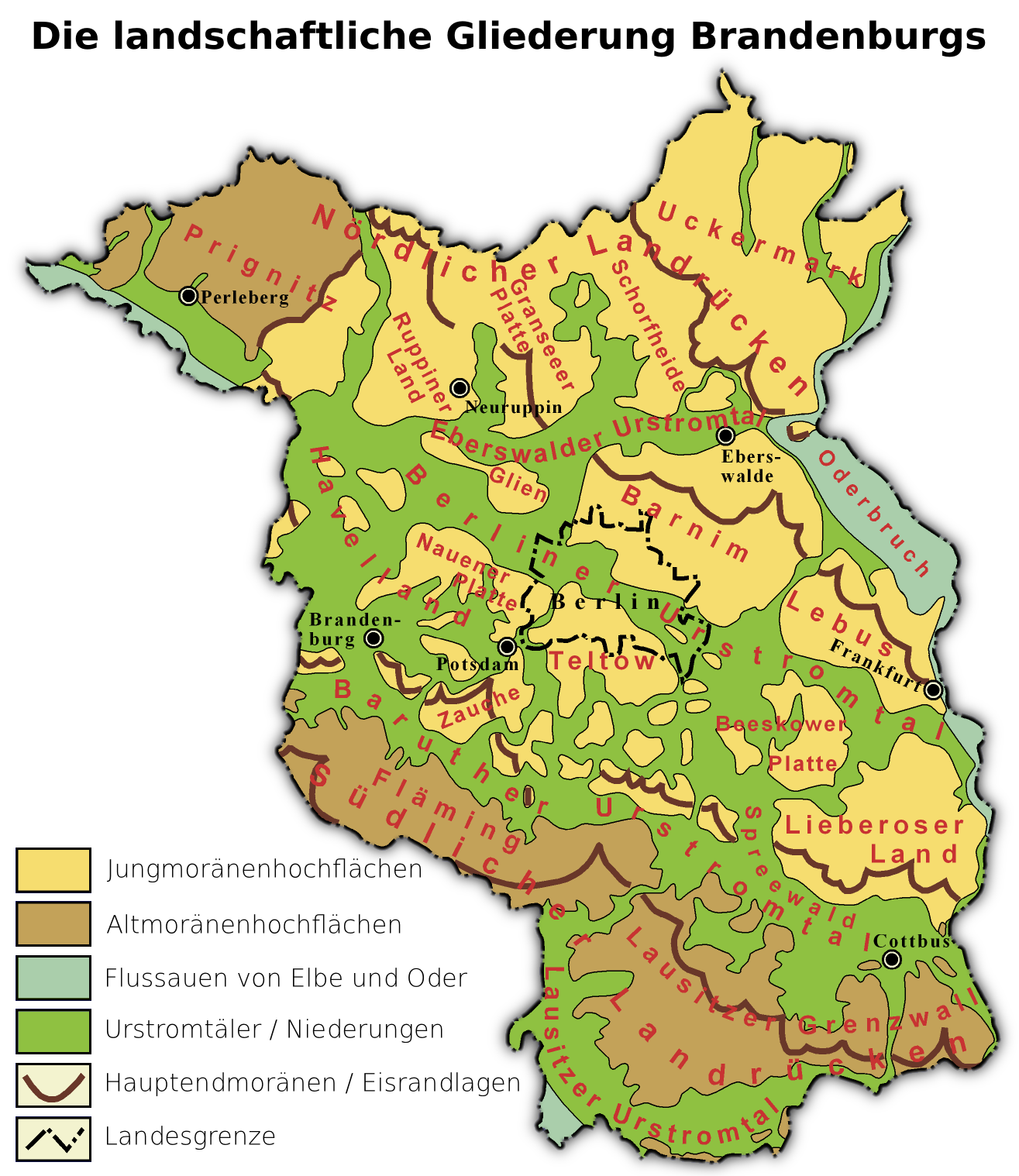
Brandenburg földrajzi felosztása

Brandenburg 29 476 km²-es területével a legnagyobb a volt NDK-s, az ún. „új tartományok” között. Legnagyobb észak-déli kiterjedése 291, legnagyobb kelet-nyugati kiterjedése 244 km. A tartományt négy nagy DK-ÉNY irányú ősfolyamvölgy (északról dél felé sorrendben: eberswaldi, berlini, baruthi és lausitzi) és a közöttük elhelyezkedő magasabb térszínek tagolják. A tartomány három nagy történelmi tájegységre tagozódik. A Berlin környéki központi területtől (Mark Brandenburg) délkeletre található Niederlausitz és a Berlintől délnyugatra fekvő Fläming válik el élesebben. Északnyugatra a Havel-vidék, északkeletre pedig az Oderbruch tartozik a tartományhoz. A tartomány szinte teljes egészében alföld, legmagasabb pontja, a Heidehöhe a szász határvidéken fekvő Gröden területén emelkedik, 201,4 méter magas.
A Berlin körüli elővárosi gyűrű a német fővárossal együtt alkotja a Berlin/Brandenburg nagyvárosi régiót. Brandenburg infrastruktúrája sugaras szerkezetű, az ország fővárosa köré szerveződik. A berlini elővárosi zónán kívül fekvő nagyobb városok Brandenburg és Frankfurt, illetve Cottbus.

### Geológia és morfológia

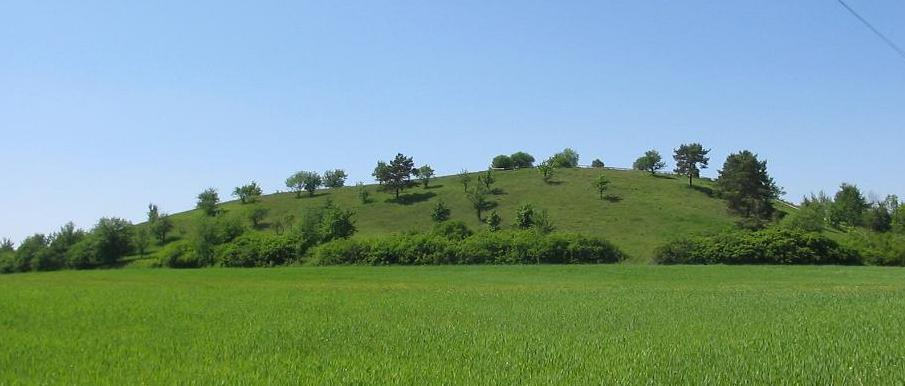
A Barnim körzetében fekvő Klein Rummelsberg valószínűleg drumlin

A síkság anyaga 100-400 méter vastagságban lerakódott fiatal negyedidőszaki üledék. Az üledéksor vastagsága a negyedidőszak során bekövetkezett nagymértékű süllyedést (200-400 méter) jelzi. Az alatta fekvő harmadidőszaki üledéksor tanúsága szerint a harmadidőszak folyamán a tartomány területét többször víz borította. A tengerborítottság mértéke és mélysége sűrűn változott, majd a pliocén végén megjelenő kavics és homoküledékek a tenger feltöltődéséről tanúskodnak.
A harmadidőszaki üledékek alatt elterülő közép- és óidei alaphegységek apró foltokban bukkannak a felszínre. Az alapkőzet legjelentősebb felszínre bukkanása a Berlintől 20 kilométernyire keletre lévő mindössze 80 méter magas Rüdersdorfi rög. Anyaga triász mészkő, amely ritka kincsnek számított a jobbára agyaggal és kaviccsal borított Német-lengyel-síkságon, ezért évszázadok óta bányászták. 1990-ig az NDK legnagyobb mészkőbányáit táplálta. Szintén a síkságot színesítő elemek közé tartozik a Berlintől 50 kilométerre délre lévő gipszsapkás Sperenberg (80 m) sótömb, az alsó-lausitzi szarukő anyagú Kossenberg (179 m) és a szász határvidéken fekvő Rotberg (83 m) kvarcitmagaslata.
A tartomány a Germán-alföldön fekszik, így kialakulását és felszíni formáit döntően meghatározták a legutóbbi jégkorszak idején Skandináviából előnyomuló óriásgleccserek. A síkságot 10-20 kilométer szélességű, 40-60 méter mélységű ún. ősfolyamvölgyek szelik át DK-ÉNY irányban. (Az ősfolyamvölgyek az egykori jégtakaró pereme előtt összegyűlő olvadékvizeket vezették a tengerbe.) Az ősfolyamvölgyek északi peremein találjuk a jégtakaró által maga előtt tolt törmelékből felhalmozott végmorénák kanyargó dombsorait. A morénák anyaga döntően a Skandináviából érkező óriásgleccser által szállított gránit, gabró és gneisz.
A tartományban szétszórva több helyen is találhatók ún. jégkori rögök. Ezen óriási méretű (100 métert meghaladó vastagságú, néhol kilométert meghaladó hosszúságú) köveket régebben a negyedidőszaki üledék alól felszínre bukkanó alapkőzetnek tekintették. A kutatófúrások azonban megállapították, hogy e hatalmas kőtömbök alatt is harmadidőszaki üledék található, tehát a belföldi jég hagyta hátra őket.
A jégtakaró munkájának eredményei az ún. vásott sziklák (Rundhöcker) és a mozgó jég által lemart felszínű vándorkövek. Az egykori jég olvadási zónájában felbukkanó drumlinek a jégpáncél alatt áramló vizek által létrehozott hordaléktorlaszok maradványai. Szintén a jég alatti vízmozgás eredményei a tartományban jellemző, hosszan elnyúló homokos hátak, az ózok, illetve a szétágazó kame-k. Az olvadékvíz által az ősfolyamvölgyekben lerakott homokot a szél rendezte dűnékbe.

### Felszíni vizek
Brandenburg Németország felszíni vizekben leggazdagabb tartománya. Több mint 3000 természetesen kialakult tó mellett számos mesterségesen kialakított apró víztározó vagy bányató található területén. A vidéket kb. 33 000 kilométernyi folyóvíz hálózza be, amelyeknek többsége mesterségesen kimélyített vízelvezető csatorna és egyéb árok. A viszonylagos csapadékszegénység miatt a talajvíz csak nehezen pótlódik, a vizek öntisztulási folyamata nehézkes. A számos természetes tóvidékhez ma már egy mesterséges is társul. Az egykori lausitzi barnaszénbányák felhagyott külszíni fejtéseit tavakká alakítják át. 2025-re a szénbányák helyén Európa legnagyobb mesterséges tóvidéke terül majd el.
A tartományt két nagy folyam zárja közre. Nyugati határán az Elba, míg keleten az Odera hömpölyög. A Brandenburgot ténylegesen átszelő legnagyobb folyók a Havel és mellékfolyója a Spree. A folyókat a nagyobb városok között mesterséges hajóutakká mélyítették.

### Éghajlata

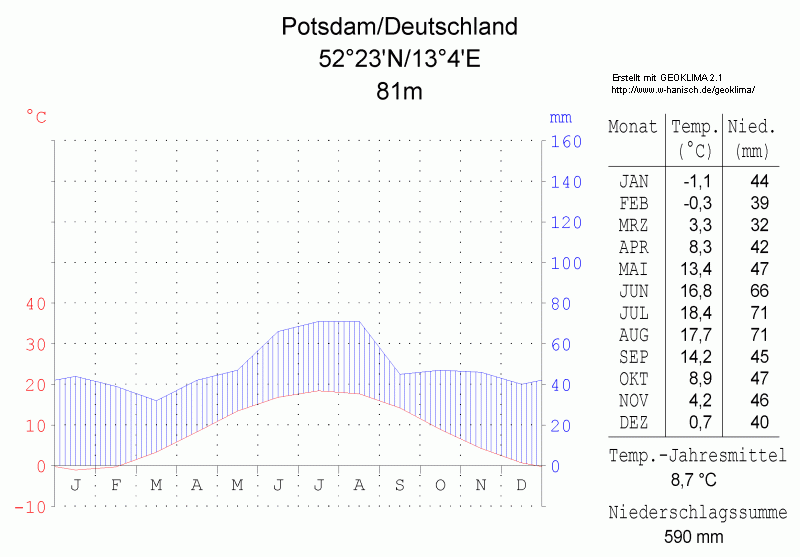
Potsdam klímadiagramja

Brandenburg éghajlati szempontból átmeneti zónában fekszik. Nyugatról, az Északi-tenger felől az óceáni klíma, kelet felől pedig kontinentális hatások érik. A tartomány alföldi jellegének köszönhetően a domborzat nem befolyásolja a klímát és nem alakít ki éles éghajlati határvonalakat. A tartomány területén ennek ellenére jelentős időjárási különbségek alakulhatnak ki.
Az éves átlagos hőmérséklet 9 °C. A leghidegebb hónap -1 °C-os átlaghőmérsékletével január, míg július 18 °C-os átlagértékével az év legmelegebb periódusa. A kontinentalitás mértéke (a hőingás és a csapadék szélsőséges eloszlása) északnyugat felől délkeleti irányban növekszik. A téli időszakokban rendszeresen előforduló viharok miatt Cottbus környéke jelentősen hidegebb az északnyugati vidékeknél.
Brandenburg a legszárazabb német tartomány, a csapadék évi átlagos összege mindössze 600 mm. A legcsapadékosabbak az északnyugati vidékek. Az Oderbruch 500 mm alatti éves csapadékával Németország legszárazabb területe. A csapadékmaximum a nyári hónapokra esik, a legszárazabb időszak a tél és a tavasz eleje. A nyár végére megnő a tűlevelű erdőket fenyegető tüzek veszélye. Az évi napsütéses órák száma 1600.

## Története

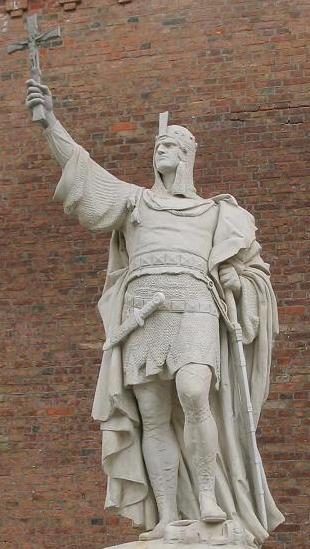
I. Albert, Brandenburg alapító uralkodója

A tartomány névadó települése Brandenburg an der Havel város. A város neve valószínűleg a szláv bran (mocsár) szóból származik. Elsőként a város püspökségének 948-ban keletkezett alapító iratában olvasható a Brendanburg név, majd 967-ben Widukind von Corvey szász történetíró számol be Brennaburg nem sokkal azelőtti meghódításáról.
Brandenburg, mint államalakulat megszervezésének legvalószínűbb éve 1157. A sváb-frank fejedelmi családból származó Medve Albert ekkor hódította meg és tette a Német-római Birodalom területévé az akkori Nordmarkot. 1415-től kezdve a Hohenzollern-ház uralkodott az államban és 1640-től kezdődően egyre inkább hatalmuk központjába helyezték azt. 1701-től Brandenburg a porosz állam része. A középpontjában fekvő Berlinnel egyre inkább Poroszország központi területévé fejlődött és 1815 után már a legnagyobb porosz tartomány volt. 1881-ben Berlin önálló tartománnyá alakult, így kikerült Brandenburg fennhatósága alól, majd 1920-ban a Nagy-Berlinről szóló törvény értelmében további területek kerültek a tartománytól a városhoz.
A második világháború utolsó hónapjaiban a Vörös Hadsereg nyomult be a tartományba. A háború utáni határrendezéskor elvesztek az Oderától keletre fekvő területek. 1945-ben a szovjet megszállási zónában a tartomány újraalakult. 1946-ban Brandenburg története során először tartományi parlamenti választásokat tartottak, amelyen a NSZEP győzelmet aratott, de nem tudott többségbe kerülni a konzervatív CDU-val és a liberális LDPD-vel szemben. 1949-től kezdve az NDK-t vezető a sztálinista kormányzat egyre inkább a tartományok önállóságának megszüntetésére és a hatalom központosítására törekedett. Ennek jegyében a második tartományi választásokon csak a népfrontba tömörült pártok indulhattak, míg az eredményeket a központi hatalom céljainak megfelelően manipulálták. A jelentőségét vesztett tartományt az 1952-es közigazgatási reform során feloszlatták és területét több megyére (Cottbus, Brandenburg és Frankfurt) osztották fel. A három megye nem fedte le teljesen a megszűnt tartományt. Az északi perifériákon Neubrandenburg és Schwerin megyékhez (ma Mecklenburg-Elő-Pomeránia tartomány) kerültek települések, míg nyugaton Szász-Anhalt egyes határ menti térségei kerültek Potsdam és Cottbus megyékbe.
1990. október 3-án létrejött az egységes Németország. Potsdam, Frankfurt és Cottbus megyékből (Hoyerswerda, Jessen és Weißwasser települések nélkül) megalakult az új Brandenburg tartomány. Október 26-án először ült össze az új tartományi parlament. A tartományi szervezetek felépítéséhez a brandenburgi kormányzatnak Észak-Rajna-Vesztfália nyújtott segítséget.  1996. május 5-én a lakosság többsége népszavazáson utasította el Berlin és Brandenburg tartományok egyesítését.

## Társadalom

### Népesség

Berlin és Brandenburg közös népsűrűségi térképe (2016)

Brandenburg lakossága 2 550 000 fő. A nemek aránya szinte egyenlő (49,5% / 50,5%; férfi/nő). Lakosságszáma alapján mindössze a 10. legnagyobb német tartomány, népsűrűsége alapján (87 lakos/km²) pedig Mecklenburg-Elő-Pomeránia után a második legritkábban lakott országrész. A tartományban két 100 000 fő fölötti város található: Potsdam és Cottbus.
A lakosság lélekszámának változása kiegyenlített volt az elmúlt években, ám Brandenburgon belül jelentős regionális eltérések mutathatók ki. A Berlin körüli elővárosi gyűrű lakossága 1994 és 2005 között 50%-kal, kb. 1 millió főre növekedett, míg a tartomány perifériáin fekvő városok és falvak ennél valamivel nagyobb mértékű lakosságvesztést szenvedtek el. A tartományba korábban nagy volt a bevándorlás, de ma már nem ellensúlyozza a „természetes” fogyásból származó népességvesztést sem.

### Nyelvek

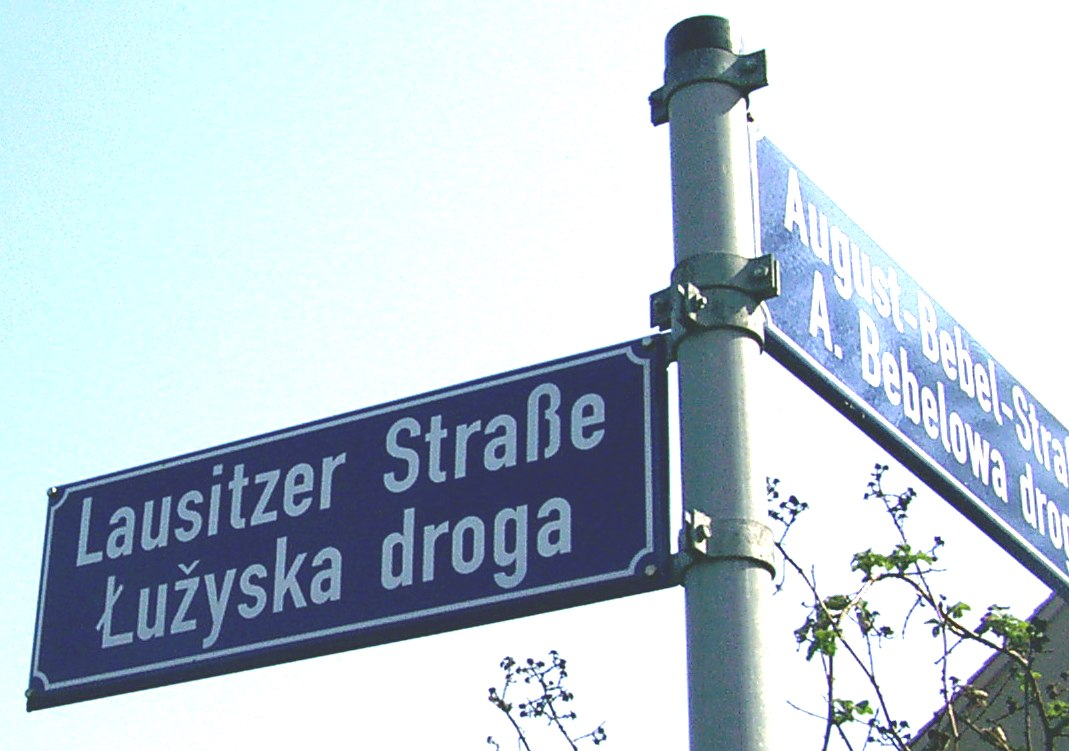
Kétnyelvű, német-szorb tábla Cottbusban

A tartomány lakosságának többsége a felnémet nyelvjárást beszéli, de előfordulnak a saját pátriájukban a mark-brandenburgi és a berlin-brandenburgi dialektust beszélők is. A Szászországgal közös határ mentén felső-szász – türingiai, míg Berlintől délkeletre a lausitzi nyelvjárást használják. Az említett dialektusok mindegyike az ún. keleti középnémet nyelvjáráscsalád körébe tartozik.

Lausitz a szláv népek körébe tartozó szorbok hazája is. Az eltűnéstől veszélyeztetett apró szláv nyelvet ma már csak mindössze 60 000 ember beszéli anyanyelveként, közülük 20 000-en élnek Brandenburgban.
A tartomány nagyobb városaiban telepednek le a külföldről érkező bevándorlók. 1990-ben még csak a lakosság 0,7%-a volt nem német állampolgár, ez mára 2,5%-ra növekedett. A legnépesebb külföldi csoport a lengyeleké, majd a vietnámiak és az oroszok következnek. Brandenburgban kb. 1000 magyar él.

### Vallások
A második világháború előtt Brandenburg lakossága túlnyomóan az evangélikus rítus követője volt. Az NDK megalakulását követő társadalmi változások nem kedveztek az egyházaknak. Az állam kommunista vezetése bizalmatlansággal tekintett a vallásosság megnyilvánulásainak különböző formáira. Ennek eredménye lett, hogy az egykori NDK minden tartományában magas értéket ér el a vallásukat nem gyakorlók és az ateisták száma. Az 1946 után született keletnémet nemzedékek 75-80%-a nem jár templomba. A Berlin - Brandenburgi evangélikus egyház 1990 óta minden évben 10 - 20 ezer tagot veszít. Az evangélikus közösség a tartomány lakosságának kb. 20%-át teszi ki, ez az arány azonban évről évre csökken.
A német tartományok közül Brandenburgban a legalacsonyabb (3,6%) a katolikusok aránya, mindössze 91 000 hívőt tartanak számon. A bevándorlók kis létszáma és az összetétele miatt a muzulmánok száma nem jelentős. Alacsony a zsidó népesség számaránya is, bár ez a szám az oroszországi bevándorlás miatt növekszik.
Világnézeti szempontból a brandenburgiak legnagyobb része, a lakosság 75-80%-a vallástalannak vagy ateistának tekinthető.

## Politikai élete

### Parlament és választási rendszer

A 2009-ben választott tartományi gyűlés összetétele

Brandenburg 88 fős tartományi parlamentjét 1994 óta 5 évre választják meg. (Az első kormányzati periódus csak 4 évig tartott.) A törvényhozás összetételét együttesen határozza meg a 44 egyéni választókörzetben induló jelöltekre leadott (első szavazat) és a pártjelöltek listáira (másodszavazat) adott voksok. A parlamentbe való bejutáshoz a pártoknak a pártlistás szavazatok legalább 5%-át kell összegyűjteniük, ám egyéni képviselőjelölt indítása nem feltétlenül szükséges. A tartományban a keleti országrészben jellemző szélsőséges nézeteket hangoztató pártok bejutottak a parlamentbe, a DVU 1999 és 2009 között saját frakcióval is bírt, míg a PDS (Baloldal jogelődje) hagyományosan az egyik legnépszerűbb politikai erő Brandenburgban. A nyugati eredetű kispártok (FDP és a Zöld Párt) a régi tartományokban elért eredményeikhez képest gyengén szerepeltek, 1994-ben másfél évtizedre kiszorultak a parlamenti politizálásból, csak a 2009-es választásokat követően térhettek oda vissza. A legutóbbi választásokat 2019. szeptember 1-én tartották. A parlament székhelye Potsdam.
A következő tartományi választásra előreláthatólag 2024 szeptemberében kerül majd sor.

### Kormány

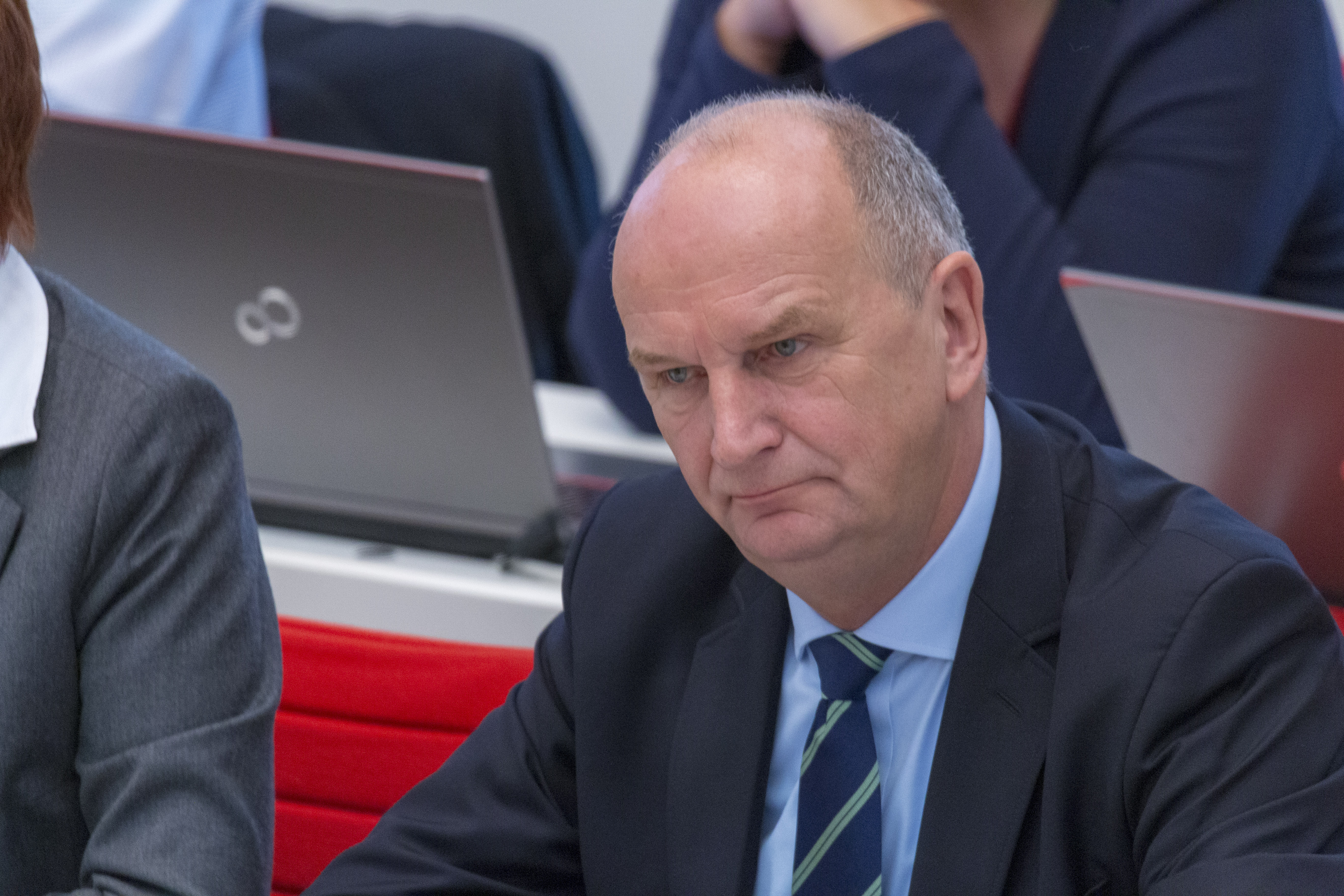
Dietmar Woidke (SPD) 2013 óta Brandenburg miniszterelnöke

A tartományi kormányt a parlament egyszerű többséggel választja meg saját mandátumának időtartamára. A kormányt a miniszterelnök vezeti, az ő feladata az egyes miniszterek kinevezése és menesztése is. A miniszterelnök lemondásával vagy halálával az egész kabinet megbízatása megszűnik. A miniszterelnök és a miniszterek mandátumuk idején nem lehetnek vállalkozások vezetői, megbízottjai és nem vállalhatnak más közhivatalt.
Brandenburgban jelenleg kilenc minisztérium működik. A miniszterek mellett a kormány tagja miniszterelnöki hivatal (kancellária) vezetője és az ún. külügyi megbízott is. (Brandenburg az egységes Németország részeként nem folytat önálló külpolitikát, ezért nem nevez ki külügyminisztert.)

#### Miniszterelnökök
- 1990–2002: Manfred Stolpe (SPD)
- 2002–2013: Mathias Platzeck (SPD)
- 2013– : Dietmar Woidke (SPD)

### Alkotmány és jelképek

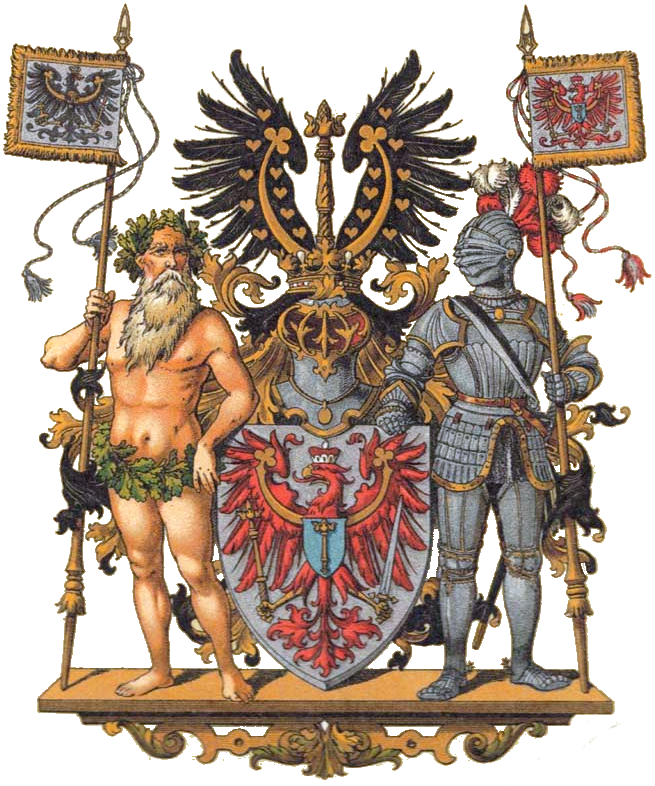
Brandenburg régi címere

Az újjáalakulást követően került sor az alkotmány kidolgozására. A brandenburgi alaptörvényt 1992. április 14-én fogadta el a tartományi gyűlés, majd két hónappal később népszavazás szentesítette azt. Az alkotmány 2 fő részre bontva 117 szakaszban fekteti le a tartomány működésének alapjait, különös súlyt fektetve a szabadságjogok kihangsúlyozására.
Az alkotmány rendelkezik az állam jelképeiről is. Címerként a fehér pajzson vörös sast, az ún. „Mark Bandenburgi sast” választották. A széttárt szárnyú, balra pillantó vörös sas több Mark brandenburgi város címerében is megtalálható. A jelkép még a 12. századból származik, a tartományt alapító I. Albert fiának, I. Ottónak az 1170-es címerében tűnik fel elsőként. 1990-ben a címerhez korábban csatolt alakokat és díszítőelemeket elhagyták.

Brandenburg zászlaja piros-fehér, közepén a tartományi címerrel.

## Közigazgatás
A közigazgatás középső szintjét Brandenburgban a körzetek (másként járás, németül Kreis) jelentik. A brandenburgi körzet területe és népessége alapján a magyar megyei és kistérségi szint között helyezkedik el. 1993 óta a tartomány 14 körzetre és 4 körzeti jogú városra (Kreisfreie Stadt) oszlik. A legalsó közigazgatási szint a község (Gemeinde), ami általában több, akár földrajzilag is elkülönült települést fog össze és észszerűen használja ki a térség erőforrásait.

Brandenburg körzetei

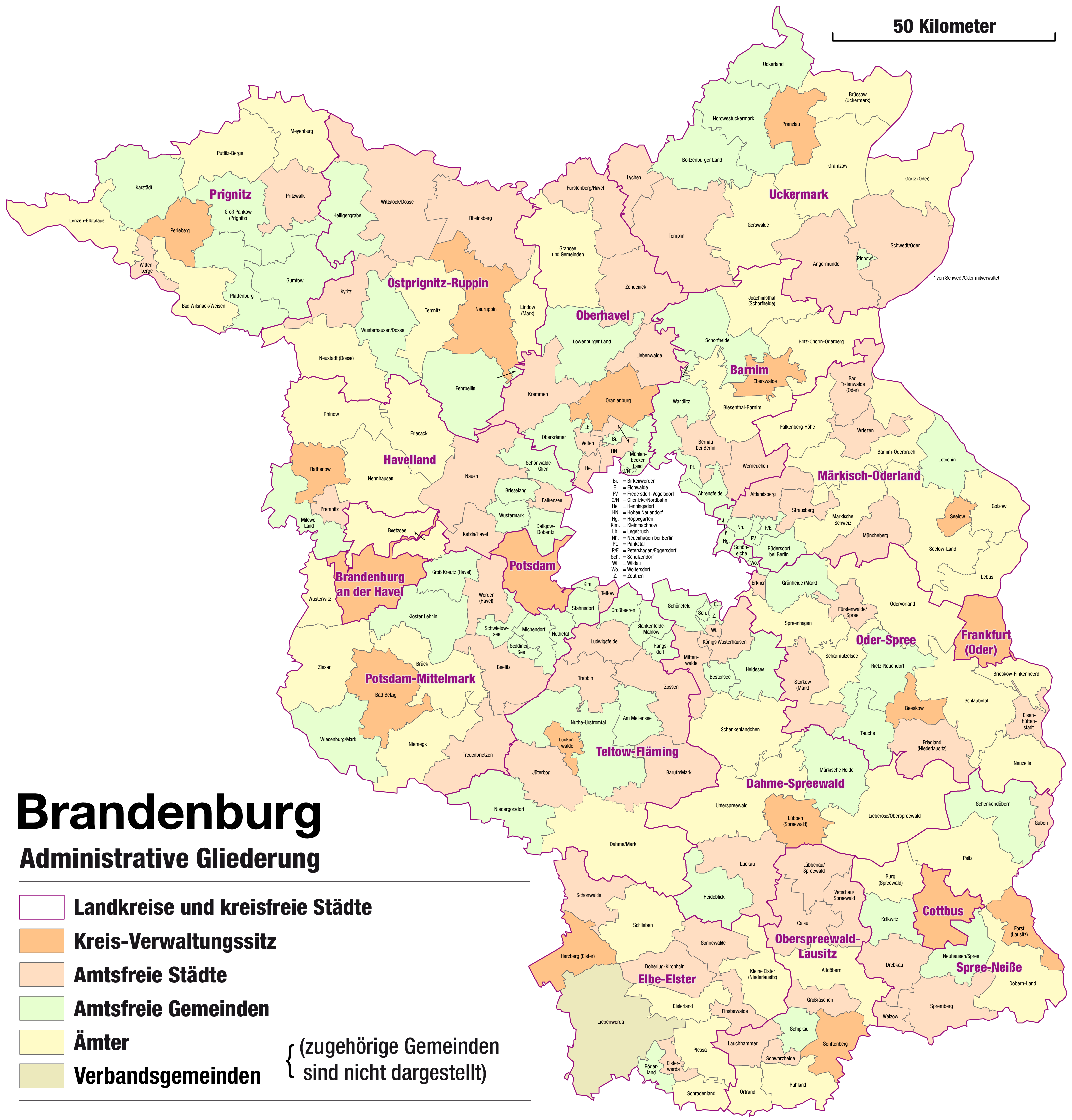
Brandenburg városai és községei

| Város neve (szorb név) | Jele    | Terület (km²) | Népesség (fő) |
| ---------------------- | ------- | ------------- | ------------- |
| Potsdam                | P / P   | 187           | 148 691       |
| Brandenburg            | B / BRB | 228           | 73 475        |
| Frankfurt (Oder)       | F / FF  | 147           | 52 594        |
| Cottbus (Chośebuz)     | C / CB  | 164           | 102 265       |

| Térkép               | Körzet neve (szorb név)                    | Szám | Székhely (szorb név)      | Terület (km²) | Népesség (fő) | Kód | Közösségek száma |
| -------------------- | ------------------------------------------ | ---- | ------------------------- | ------------- | ------------- | --- | ---------------- |
| Brandenburg körzetei | Barnim                                     | 1    | Eberswalde                | 1194          | 177 396       | BAR | 26               |
| Brandenburg körzetei | Dahme-Spreewald (Damna-Błota)              | 2    | Lübben (Lubin)            | 2261          | 161 756       | LDS | 37               |
| Brandenburg körzetei | Elbe-Elster                                | 3    | Herzberg                  | 1889          | 119 773       | EE  | 33               |
| Brandenburg körzetei | Havelland                                  | 4    | Rathenow                  | 1717          | 155 408       | HVL | 16               |
| Brandenburg körzetei | Märkisch-Oderland                          | 5    | Seelow                    | 2127          | 191 998       | MOL | 45               |
| Brandenburg körzetei | Oberhavel                                  | 6    | Oranienburg               | 1795          | 201 289       | OHV | 19               |
| Brandenburg körzetei | Oberspreewald-Lausitz (Gorne Błota-Łužyca) | 7    | Senftenberg (Zły Komorow) | 1216          | 129 581       | OSL | 25               |
| Brandenburg körzetei | Oder-Spree (Odra-Sprjewja)                 | 8    | Beeskow (Bezkow)          | 2242          | 189 185       | LOS | 38               |
| Brandenburg körzetei | Ostprignitz-Ruppin                         | 9    | Neuruppin                 | 2509          | 106 830       | OPR | 23               |
| Brandenburg körzetei | Potsdam-Mittelmark                         | 10   | Bad Belzig                | 2575          | 204 007       | PM  | 38               |
| Brandenburg körzetei | Prignitz                                   | 11   | Perleberg                 | 2123          | 87 221        | PR  | 26               |
| Brandenburg körzetei | Spree-Neiße (Sprjewja-Nysa)                | 12   | Forst (Baršć)             | 1647          | 135 017       | SPN | 26               |
| Brandenburg körzetei | Teltow-Fläming                             | 13   | Luckenwalde               | 2092          | 162 383       | TF  | 16               |
| Brandenburg körzetei | Uckermark                                  | 14   | Prenzlau                  | 3058          | 137 209       | UM  | 34               |

### A Berlin-Brandenburg tartomány terve
Németországban a takarékosság jegyében időről időre felvetődik a tartományok számának csökkentése. A kevesebb tartomány létét támogatók legfőbb célja a városállamok (Berlin, Bréma és Hamburg) önállóságának megszüntetése és beolvasztásuk az őket körülvevő tartományok közigazgatási rendszerébe. Ám míg a két Hanza-város önállóságának évszázados történelmi hagyományai vannak, addig Berlin 1881-ig Poroszország, a legnagyobb német állam (Land) Brandenburg nevű tartományának (Provinz) a része volt. Ettől kezdve a város és a tartomány közigazgatásilag különvált egymástól, de Poroszország része volt mindkettő annak 1947-es végleges megszűnéséig, eltekintve a náci uralom mintegy egy évtizednyi időszakától, amikor a német államok egyáltalán nem léteztek.
Az egyesítés terve folyamatosan jelen volt a tartomány közéletében az 1990-es újraalapítás óta. 1995-ben a két tartomány parlamentje jóváhagyta az egyesítésről tartandó népszavazás tervét. A Potsdam székhellyel létrehozandó államalakulat a Berlin-Brandenburg nevet viselte volna. (Felvetődött a történelmi Poroszország név visszaállítása is, ám ez részben Lengyelország érzékenysége, részben az 1947-es, a porosz államot megszüntető szövetséges döntés miatt elvetették.) A két tartományban a népszavazási kampány ellentétes hatást váltott ki. Berlin lakosságát elsősorban a városállam pénzügyi helyzetének stabilizálásának lehetőségével és a városi adminisztráció hatékonyabbá tételével próbálták meggyőzni, sikerrel. Az ellentábor fővárosi identitást védő kampánya gyengébbnek bizonyult, így a főváros lakosságának többsége támogatta az egyesítés tervét. Ezzel ellentétes hatást váltott ki a kampány Brandenburgban. Az egyesítés ellenzői mindenekelőtt azt hangsúlyozták, hogy a 3,4 millió lakosú főváros elnyomná a 2,5 milliós Brandenburgot. A kampányban előkerülő kelet-nyugati ellentét is közrejátszott abban, hogy a brandenburgi lakosság nagy része elutasította a fővárossal való egyesítést.
A népszavazási kudarc után tervek születtek egy új, 2009-ben tartandó referendumról, ez azonban lekerült a napirendről. A két tartomány szoros együttműködést alakított ki és a politikai elit továbbra is kiáll az egyesítés mellett. Közös hatóságokat, állami szerveket állítottak fel és egyeztetik a területrendezési és -fejlesztési terveiket. Közös a két állam statisztikai hivatala, ügyészsége és a rádióadók.

## Oktatás és képzés

### Alap- és középfokú oktatás
A főiskolákat nem számítva 997 iskola működik Brandenburgban, melyeknek padjait a 2006/2007-es tanévben 313 000 diák koptatta. (A diáklétszám évek óta folyamatosan csökken.) A nebulókat 19 000 tanító oktatta.

Alapiskola: Brandenburgban - más német tartományoktól eltérően, ahol ez az iskolatípus csupán 4 osztály - az ún. alapiskola az első hat évfolyamot öleli fel. A hatodik osztályt egy záróvizsgával fejezik be a diákok.

Felsőiskola: Ez az iskolatípus a gimnáziumi érettségit megszerezni nem kívánó diákok továbbtanulására létesült. A 7-10. évfolyam során a diákok szakmai képzettséget szerezhetnek, míg a legjobb képességű tanulók a 11-12 évfolyamon gimnáziumokba kerülnek, hogy érettségivel egészítsék ki ki a szakmai bizonyítványukat. A 10. évfolyam nagy záróvizsgával fejeződik be.

Gimnáziumi szintű középiskola: A felsőiskolától az különbözteti meg, a gimnáziumi érettségi megszerzéséhez nincs szükség a 10. évfolyam után iskolaváltásra, a diákok helyben tanulhatnak tovább az érettségiig.

Gimnázium: A gimnáziumokba (7-13. évfolyam) az alapiskola elvégzésével lehet bekerülni. A 7-10. évfolyamon egy tárgy kivételével valamennyi ismeretet közösen sajátítanak el a diákok, míg a 10-13. évfolyamon egy ún. kurzusrendszert vezettek be. Ennek során a diákoknak az általuk választott tárgyakból emelt szintű központilag elkészített záróvizsgát kell tenniük. Csak azok a diákok érettségizhetnek és tehetnek egyetemi felvételit, akiknek az átlaga (az emelt szintű záróvizsgákkal együtt) 4,0 fölött van. Az ettől elmaradóknak az utolsó évfolyamot meg kell ismételniük.

### Főiskolák, egyetemek
Brandenburg legnagyobb felsőoktatási intézménye a 18 000 hallgatót képző Potsdami Egyetem. Mellette még az 1506-ban alapított frankfurti Európa Egyetem (5000 hallgató) és a Cottbusi Műszaki Egyetem (4500 hallgató) működik a tartományban.
Az egyetemeken kívül még 7 főiskola és két művészeti és egy hittudományi főiskola tevékenykedik a tartományban. A Brandenburgban főiskolákra járó diákok létszáma kb. 13 000. A főiskolák és egyetemek egy magánintézménytől eltekintve állami kézben vannak. Brandenburg állami tulajdonú felsőoktatási intézményeiben nincs tandíj.

## Közlekedés
A tartomány közlekedési hálózata sugaras szerkezetű. A Brandenburg szívében fekvő Berlinből indulnak ki a közúti, vasúti és hajózási útvonalak. A tartományban fekszik a fővárost elkerülő közúti és vasúti körgyűrű egy része is. A vasutakról és a közutakról is elmondható, hogy fejlesztésük az NDK idejében lassabban zajlott a nyugati országrész infrastruktúrájának fejlesztésénél. 1990-ben a Berlinbe költöző német állam nagyszabású felújításokba kezdett, hogy a főváros és a nyugati tartományok megfelelő összeköttetését biztosítsa.

### Közutak
A közutak Berlin körül sugárirányban rendeződnek. A gyorsforgalmi úthálózat vázát a náci kormányzat által kezdett autópálya-program idején megépített utak jelentik. A háború után az autópályákat az NDK kormányzata tovább fejlesztette, de 1990-re az autóutak műszaki színvonala már jelentősen elmaradt az NSZK gyorsforgalmi útjaitól. Az egyesítés után a Berlinbe költöző német állam prioritásként kezelte a főváros bekapcsolását az ország vérkeringésébe, ezért valamennyi Brandenburgon áthaladó autópálya teljes felújításon esett át. Mára az autópályák a nyugatiéval megegyező minőségűek.

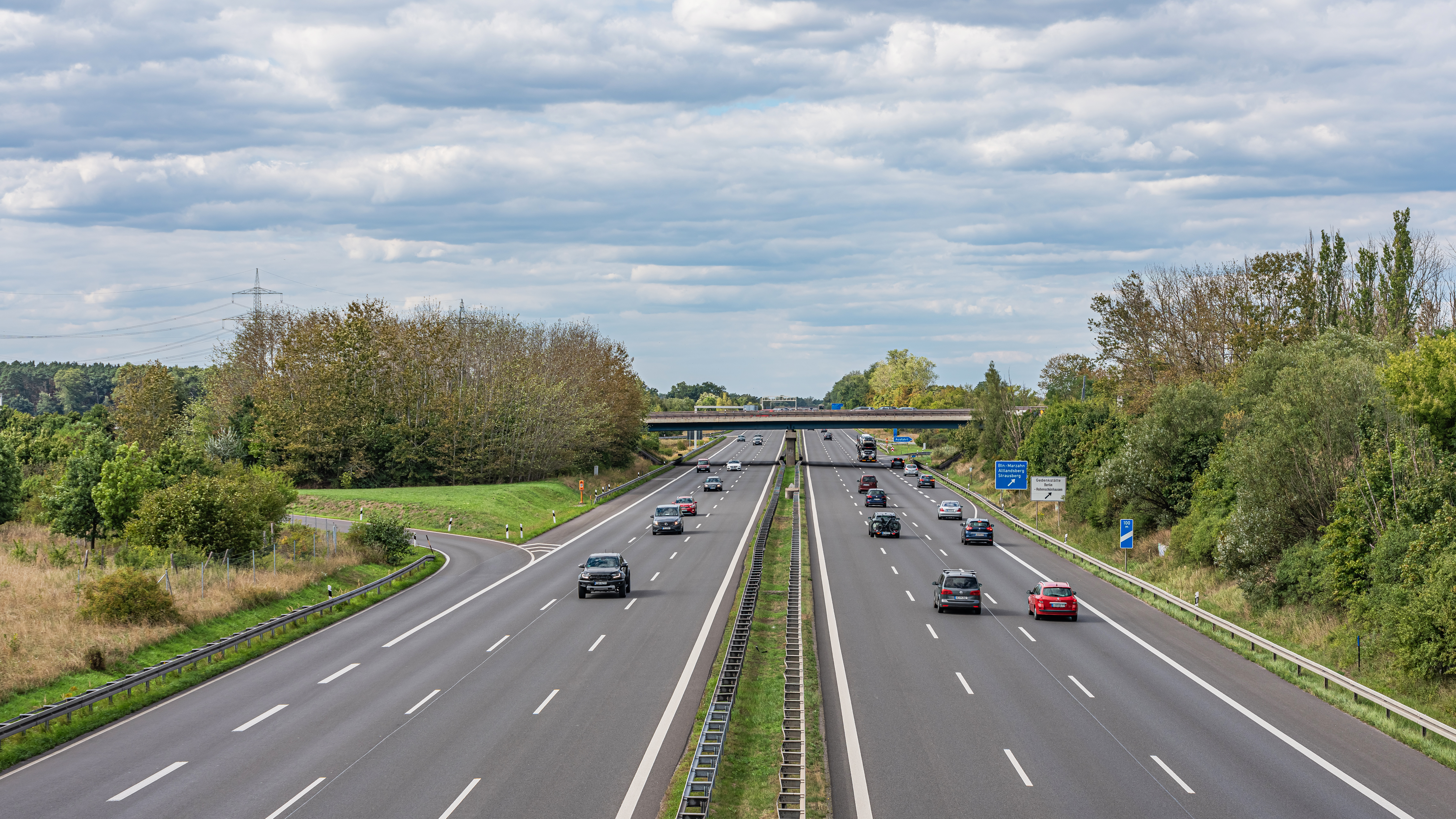
A Berlin körüli autópálya

| Autópálya száma | Európai út száma | Útvonala                                       | Hossza a tartományban (km) |
| --------------- | ---------------- | ---------------------------------------------- | -------------------------- |
|                 |                  | Potsdam–Magdeburg–Ruhr-vidék                   | 41                         |
|                 |                  | Potsdam–Lipcse                                 | 44                         |
|                 |                  | Berlini körgyűrű                               | 183                        |
|                 |                  | Berlini körgyűrű–Szczecin (PL)                 | 84                         |
|                 |                  | Berlini körgyűrű–Odera-Frankfurt–Varsó (PL)    | 54                         |
|                 |                  | Berlini körgyűrű–Ortrand–Drezda–Prága (CZ)     | 124                        |
|                 |                  | Lübennau–Cottbus–Krakkó (PL)                   | 64                         |
|                 |                  | Wittstock–Rostock                              | 13                         |
|                 |                  | Hamburg–Rostock-kereszt Uckermark / A 11-essel | 27                         |
|                 |                  | Berlini körgyűrű–Hamburg                       | 100                        |
|                 |                  | Berlin–Berlini körgyűrű                        | 12                         |
|                 |                  | Berlin–Berlini körgyűrű                        | 8                          |
|                 |                  | Berlin–Berlini körgyűrű                        | 12                         |

### Vasutak
A vasúti hálózat is sugaras szerkezetű, a Berlinből kifutó vonalak haladnak át a tartományon. A legforgalmasabb ezek közül a 250 km/h sebességűre kiépített Berlin-Hannover, illetve a 230 km/h-s sebességű Berlin-Lipcse és Berlin-Hamburg vonalak. A nagysebességű Intercity Express-vonatok (ICE) azonban csak átrobognak a tartományon, egyetlen megállójuk sincs Brandenburgban. Tervezik egy a schönefeldi repülőtérhez kapcsolódó ICE-pályaudvar létrehozását.
Berlin és Potsdam körül jó minőségű elővárosi gyorsvasút (S-Bahn) épült ki, amellyel több, fővárossal határos település elérhető. Az S-Bahn Nyugat-Berlin határát keresztező pályaszakaszait a berlini fal idején nagyrészt felszámolták, de az egyesítés óta ezeket az összeköttetéseket helyreállították.
Városi villamoshálózat működik Potsdamban (29,4 km), Cottbusban (28,6 km), Brandenburgban (18,9 km), Frankfurtban (47,8 km) és mindössze 26 000 lakosú Strausbergben (7,1 km). Önálló szervezeti egységként, de a berlini hálózathoz kapcsolódó villamosjáratok működnek Woltersdorf és Schöneiche községben.

### Hajózás

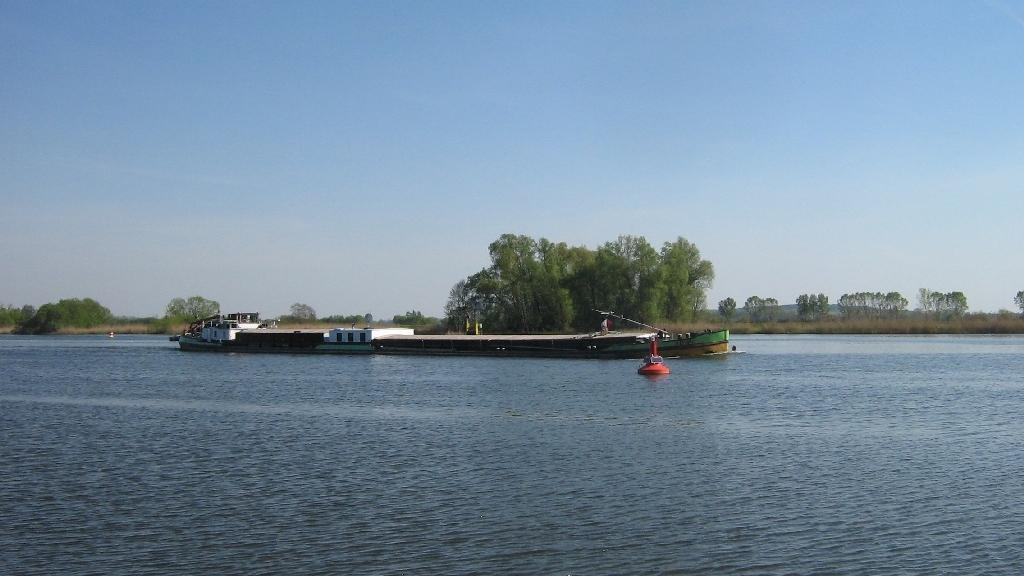
Teherhajó a Havelen

A tartományt átszelő ősfolyamvölgyekben haladó folyók tárják fel Brandenburg belső vidékeit a hajózás számára. A csatornákon teherszállítás és szezonálisan idegenforgalmi jellegű személyszállítás bonyolódik. A vízi utakon közlekedő hajók főként a berlini telephelyű vállalkozásokat látják el nyersanyagokkal.
- Berlinből nyugati irányba tart a Elba–Havel-csatorna, amely a Mittelland-csatorna keleti meghosszabbításának tekinthető. Feladata, hogy az Elbán keresztül kapcsolatot teremtsen a hamburgi kikötővel és a Ruhr-vidék szénbányáival.
- Lengyelország EU-taggá válása óta egyre jelentősebb szerepet játszik a Berlinből északkelet felé kifutó Havel–Odera-csatorna, amely a közeli Szczecin kikötőjével teremt kapcsolatot.
- Az NDK idején növekedett meg az Odera–Spree- csatorna jelentősége, amely Berlinből délkeleti irányba Eisenhüttenstadt nehézipari gyárait kapcsolja be a vízi közlekedésbe.
- A mesterséges csatornák mellett belvízi hajókkal járható még a tartomány határát érintő Odera és Elba folyamok, illetve számos kisebb csatorna is.

A hajózás a tartományi ipar fontos és növekvő jelentőségű támasza. 2005-ben a brandenburgi kikötőkben 4,4 millió tonna árut rakodtak, míg hajók által szállított áruk (főként gabona és ásványi anyagok) mennyisége a 2000-es évek közepén évente 10% százalékkal növekedett.

### Repülőterek
Brandenburg területén található az egykori NDK egyetlen nemzetközi légikikötője, a Schönefeld repülőtér. A reptér jó tömegközlekedési kapcsolatai és a rendelkezésre álló hely miatt a német kormány úgy határozott, hogy a Berlin központjához közeli két repülőtérrel szemben a schönefeldit fejlesztik a főváros első számú légikikötőjévé. A munkálatok már zajlanak, 2011 októberére kell elkészülnie az évi 21-22 millió utas kiszolgálására alkalmas, két kifutópályát és egy terminálépületet magában foglaló komplexumnak. Az új létesítmény neve Berlin-Brandenburg repülőtér lesz.
A Cottbus melletti korábbi katonai repülőtér a tartomány második számú reptere. A repteret főként a helyi labdarúgócsapat mérkőzéseire érkező szurkolókat szállító gépek használják, a nyári időszakban néhány nemzetközi járat is indul Cottbusból.

## Gazdaság
Az NDK-ban a tartomány területe nem tartozott az ország legiparosodottabb régiói közé. Az országot jellemző nehézipar Brandenburgban csak pontszerűen alakult ki. Az 1990-es rendszerváltás szinte teljesen felszámolta a korábbi szocialista ipar korszerűtlenül termelő és veszteséges gazdasági társaságait. A megszűnő üzemek magas munkanélküliséget hagytak maguk után, amely kiváltotta a lakosság területi átrendeződését. A munkanélküliségi ráta a tartományban 14 és 26% között mozog, a legmagasabb Uckermark körzetben (26,6%), míg Potsdam-Mittelmark körzetben (14,3%) a legalacsonyabb.
A vásárlóerő Európai Unió által mért összehasonlításában Brandenburg 2011-ben elérte az uniós átlag 88%-át. Németországon belül a tartomány gazdasági helyzetét gyengíti az újonnan létrejövő munkahelyek alacsony száma, a bürokrácia és az alacsony munkatermelékenység. A tartomány erősségei közé sorolják az alacsony iparűzési adót és a kormányzat gazdaságfejlesztési támogatásait.

### Ipar

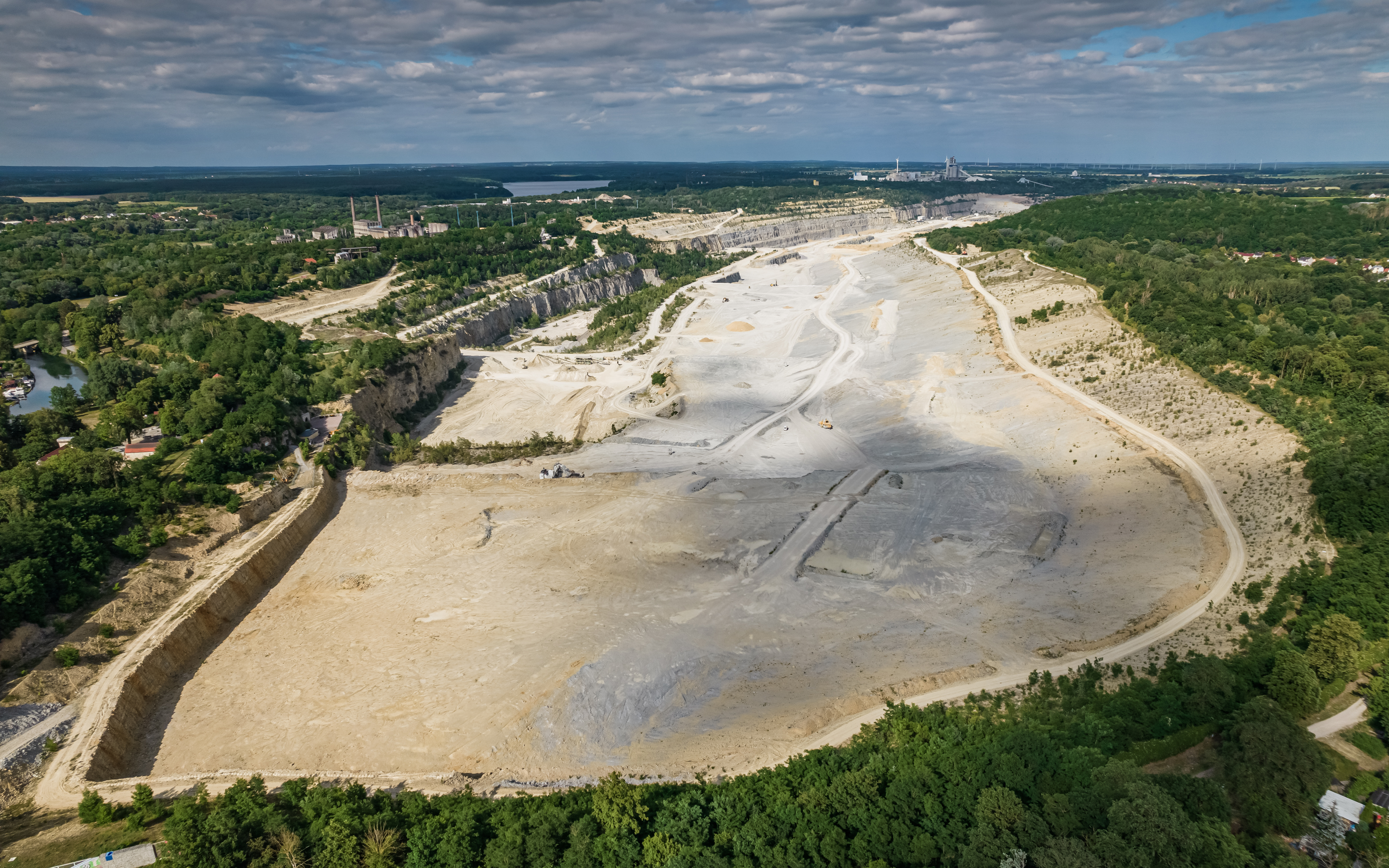
A rüdersdorfi mészkőbánya

Brandenburg ipari súlypontja a Berlin körül futó A10-es autópálya-körgyűrű mentén alakult ki. Eisenhüttenstadt és Brandenburg városok kohászati üzemeknek adnak otthont. A tartományban híres nyugati cégek összeszerelő-üzemegységei leltek otthonra. Dahlewitzben (Blankenfelde-Mahlow község) a Rolls-Royce gyártja luxusautóinak alkatrészeit, a Heidelbergi Nyomdagépgyár pedig Brandenburgban gyártja egyes termékeit. Frankfurtban jelentős napelemgyártó vertikum alakult ki. Az Odera partján létesült schwedti olajfinomító a legjelentősebb a keleti országrészben. A Berlin melletti rüdersdorfi kőfejtő a keleti országrész legnagyobb mészkőbányája. Brandenburg déli részén több nagy barnaszénbánya működik. Jelentős részüket 1990-et követően megszüntették és rekultiválták, ám a megmaradt bányák a mai napig mintegy 5000 megawatt termelőkapacitást működtetnek. A tartomány területének 37%-át borító erdők a helyi papíripart látják el alapanyaggal.
Cottbus közelében várhatóan 2009-re készül el a 40 megawattosra tervezett a brandenburgi naperőmű, ami 20 ezer háztartást lát majd el energiával, 50 ezer tonna szén-dioxid kibocsátását szünteti meg. A világ egyik legnagyobb naperőműve lesz.

### Mezőgazdaság
Brandenburg területének mintegy 45%-a áll mezőgazdasági művelés alatt. A mezőgazdasági területek meghatározó része szántóföld, amelynek legjellemzőbb gabonanövénye a búza. Az összes terület 10%-a legelő, míg 1%-nál kisebb a gyümölcsöskertek aránya.
A tartományban a nagyon kicsi (10 hektár alatti) és a nagy méretű (100 hektár fölötti) birtokok a jellemzőek. Az utóbbi években felgyorsulni látszik a mezőgazdasági üzemek számának fogyatkozása és ezzel együtt az üzemterület növekedése. E folyamat eredményeként az 50 hektárnál kisebb birtokok száma csökken, míg az annál nagyobbaké növekszik. A tartomány fő mezőgazdasági termékei a különböző gabonanövények (főként búza), illetve a szántóföldi gazdálkodásban termeszthető zöldségnövények. Brandenburg európai eredetvédettséget élvező terméke az ún. spreewaldi uborka.

### Tudásipar
Potsdam az egyik nagy hagyományokkal rendelkező oktatási és kutatóközpont. Az oktatási intézmények kapacitására is támaszkodva több kutatóintézet telepedett meg a tartományi fővárosban és környékén. Itt van a Boston Consulting és az A. T. Kearey nevű nemzetközi pénzügyi tanácsadócégek németországi központja. A BioCom és a város környékén 3200 embert foglalkoztató 160 kisebb-nagyobb biotechnológiai cég révén Potsdam az ország és Európa legjelentősebb biotechnológiai kutatóközpontjai közé tartozik.

## Sport

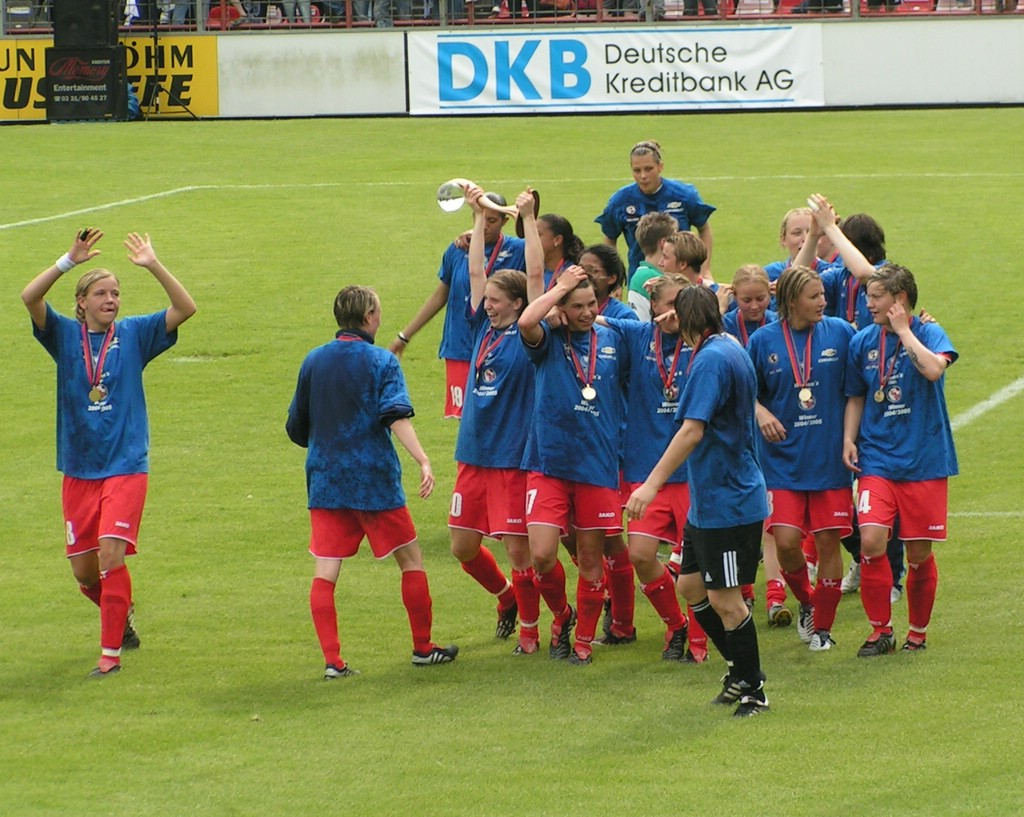
A Turbine Potsdam labdarúgói európai kupagyőzelmüket ünneplik 2005-ben

Mint általában Európában, úgy Brandenburgban is népszerű sport a labdarúgás. A tartomány egyetlen Bundesliga-csapata az 1966-ban alapított Energie Cottbus. A Cottbus 2000-ben jutott fel először a Bundesligába és 2007-ben már az ötödik szezonját kezdte meg élvonalbeli csapatként. A labdarúgás női változatában az európai trófeákra is törő 1. FFC Turbine Potsdam képviseli a tartományt. A Turbine 2004-ben és 2006-ban a Bundesliga bajnoka lett, 2005-ben pedig elnyerte a UEFA-Nőkupát.
A kézilabdában a Frankfurt férficsapata jeleskedik a tartományban. Az együttes hatszoros NDK-bajnok, hatszoros kupagyőztes és kétszeres Európa-bajnok.
A tartomány számos élsportolót adott a világnak. Innen származik a szöuli olimpia ökölvívóbajnoka, Henry Maske, a birkózóbajnok Maik Bullmann, a kétszeres olimpiai bajnok úszó Britta Steffen és minden idők legsikeresebb német olimpikonja, a nyolcszoros olimpiai bajnok Birgit Fischer.

## Örökségvédelem

### Természetvédelem

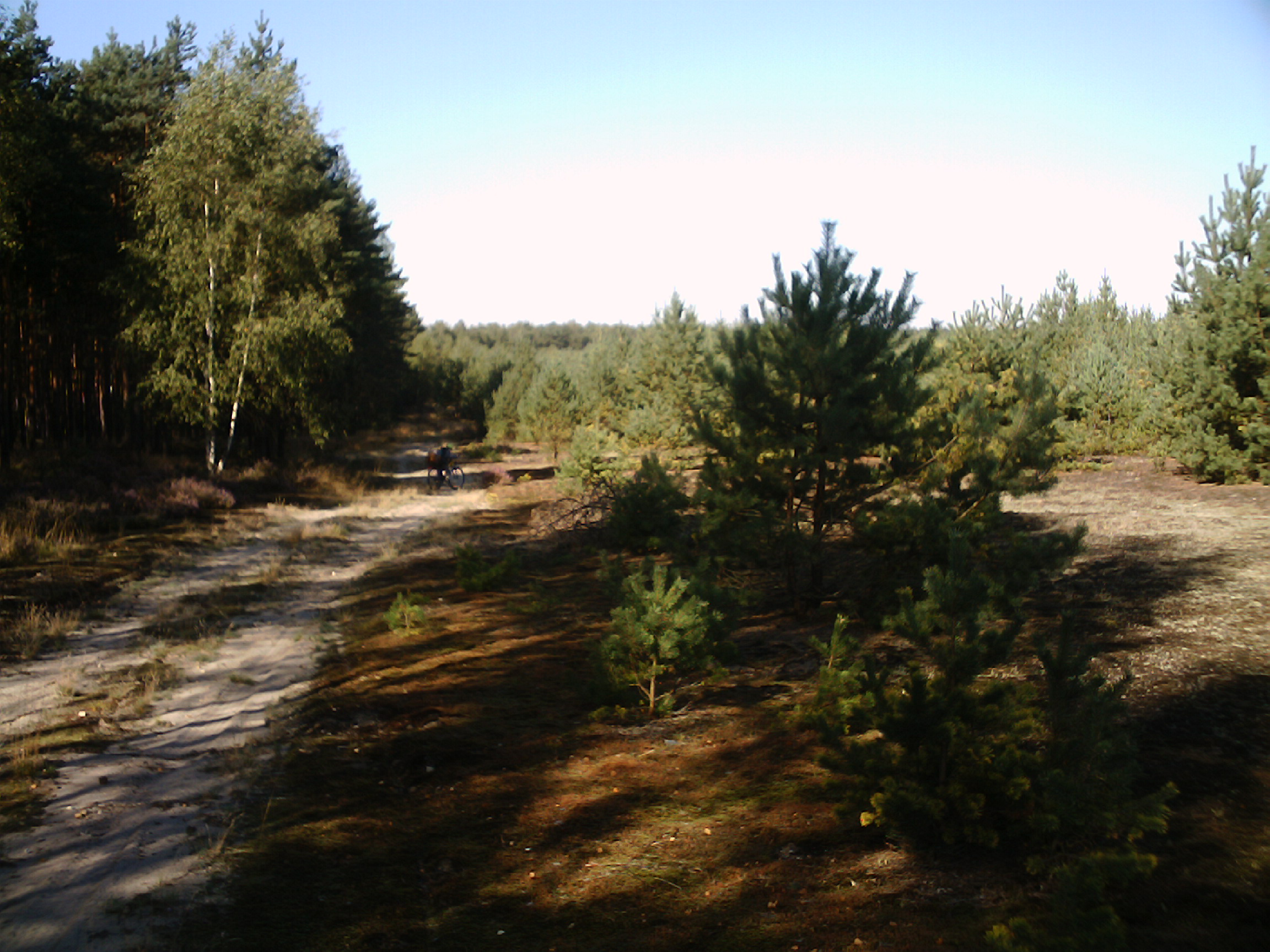
Erdő az alsó-lausitzi pusztán

A természet védelmének fontosságát Brandenburg az alkotmányában is hangsúlyozza, ennek megfelelően a legfontosabb szempontok között esik latba az egyes döntések előkészítése során. 2002-ben a tartomány 15 ún. kiemelt természetvédelmi területet jelölt ki. Ezek közül egy nemzeti park, három az UNESCO bioszféra-rezervátuma, 11 pedig natúrpark besorolást kapott. A megnevezett területek az állam területének 30%-át (9987 km²-t) teszik ki. A 15 kiemelten védett terület:
- Alsó Odera-völgy Nemzeti Park (106 km²)
- Elba-Brandenburg Folyammenti Bioszféra Rezervátum (533 km²)
- Schorfheide-Chorin bioszféra-rezervátum (1291 km²)
- Spree-erdő Bioszféra Rezervátum (474 km²)
- Barnimi Natúrpark (750 km²)
- Dahmei Pusztai Tavak Natúrpark (594 km²)
- Magas-Fläming Natúrpark (827 km²)
- Markeni Svájc Natúrpark (204 km²)
- Alsó-lausitzi Puszták Natúrpark (490 km²)
- Alsó-lausitzi Földhát Natúrpark (580 km²)
- Nuthe-Niepiltz Natúrpark (623 km²)
- Schlaube-völgy Natúrpark (225 km²)
- Alsó-markeni Tavak Natúrpark (895 km²)
- Nyugati Havel-vidék Natúrpark (1315 km²)
- Stechlin-Rupin Natúrpark (1080 km²)

### Épített örökség

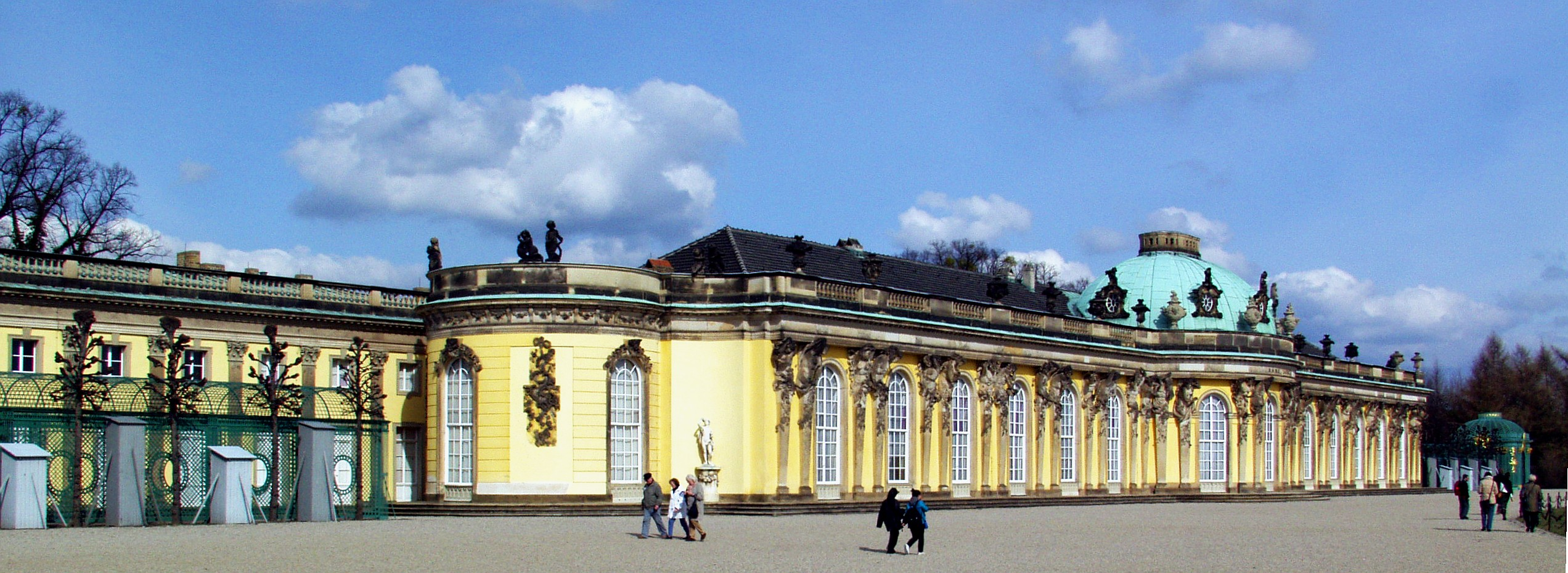
A Sanssouci kastély Potsdamban

A mai Brandenburg tartomány hosszú ideig az egykori Poroszország központi területe volt. A Potsdami ediktumban kinyilvánított vallási türelmi politika vonzóvá tette Brandenburgot az Európa más vidékein hitük miatt üldözöttek számára. Brandenburgban a bevándorlók nagy száma, különösen a francia hugenották érkezése idézett elő kulturális pezsgést. Különböző korokból számos előkelő kastély, vár, templom és nagy értéket képviselő park maradt fenn máig. Ezek közül csupán a legjelentősebbek:
- Sanssouci kastély, Nagy Frigyes nyári rezidenciája, az UNESCO világörökség része
- Boitzenburg kastély, az Armin család szállása, körülötte angolparkkal
- Neuhardenberg kastély, számos komolyzenei esemény színhelye
- Rheinsberg kastély
- Meseberg kastély, a német állam hivatalos vendégháza

1992-ben Brandenburg állam létrehozta a „Történelmi Központtal Rendelkező Városok” nevű munkacsoportot, hogy az NDK idején elhanyagolt vagy lebontott régi városközpontokat megóvja, újjáépítse és új élettel töltse meg. Jelenleg 31 város tagja a munkaközösségnek. A legrégebbi város Brandenburg (948-ban említették először), Potsdam (993) és Belzig (997).

### A brandenburgi konyha
A hagyományos helyi konyhaművészet meghatározó alapanyagai a tartományban bőven termő zöldségfélék. A brandenburgi asztalokra a nagyszámú tónak és folyónak köszönhetően gyakran kerül hal, különösképpen fogas, csuka, angolna és ponty. Tartományszerte elterjedtek a II. Frigyes által az ún. „burgonyarendeletben” kötelezően vetendőnek előírt krumpliból készítendő étkek. Alsó-Lausitzban a szorbok terjesztették el a lisztből és különböző tejtermékekből cukor hozzáadásával készített Plinse-süteményeket.

Helyi fagylaltspecialitás a vaníliából, csokoládéból és eperből készített „pückler torta”. Brandenburg védett terméke az NDK összeomlását is túlélő Spreewald-uborka.

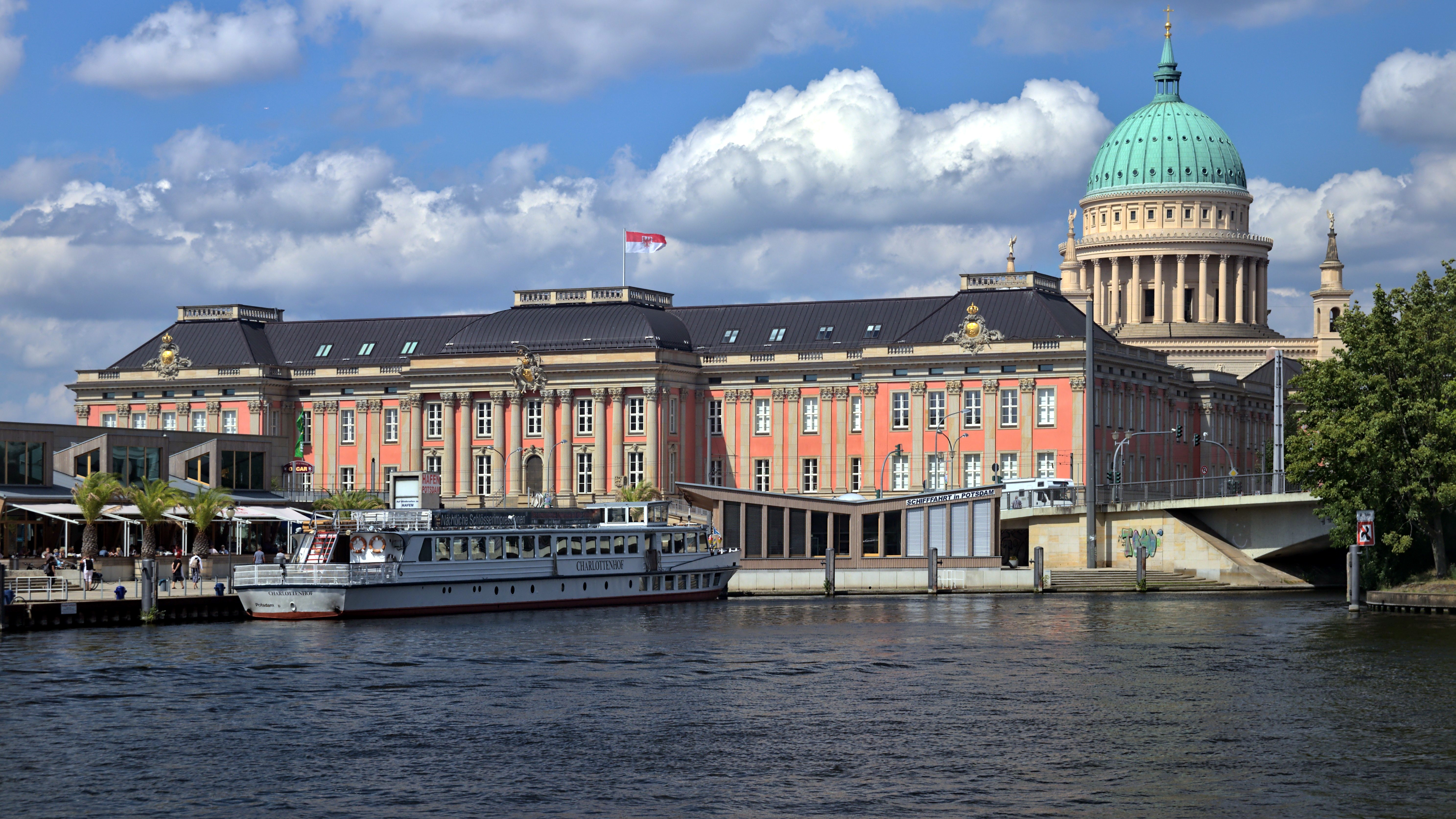
Potsdam, a székhely
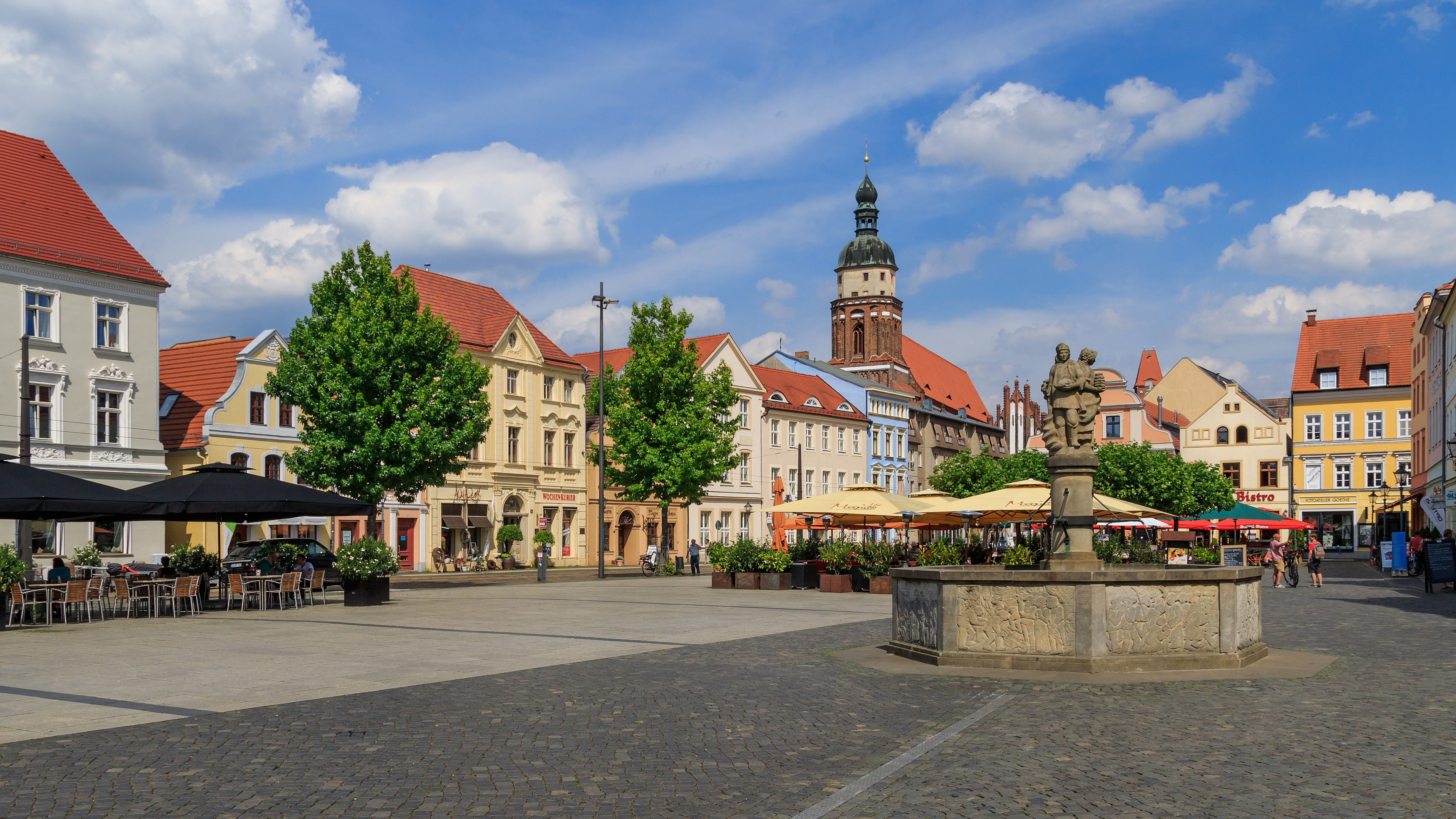
Cottbus főtere
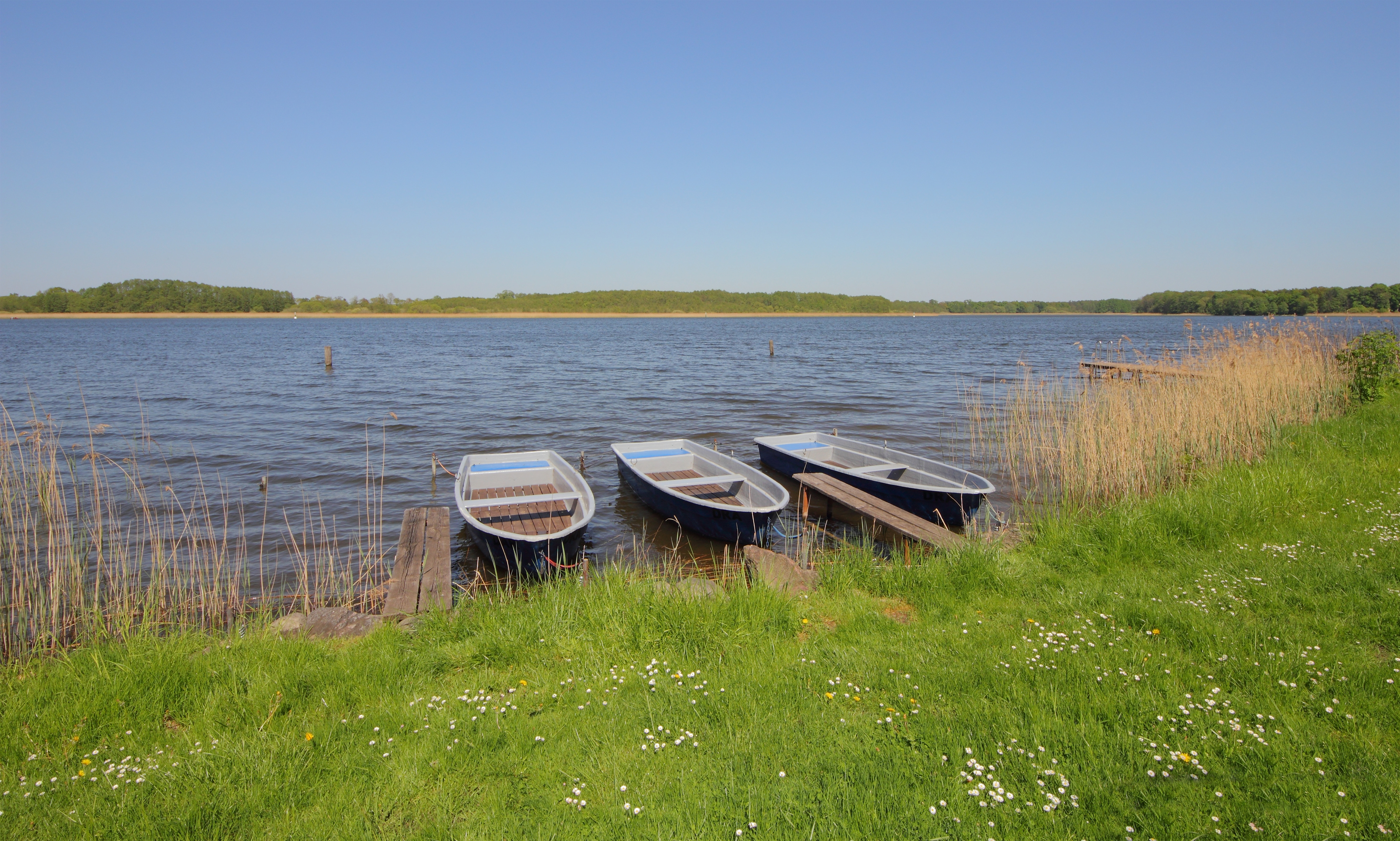
Ruppiner See
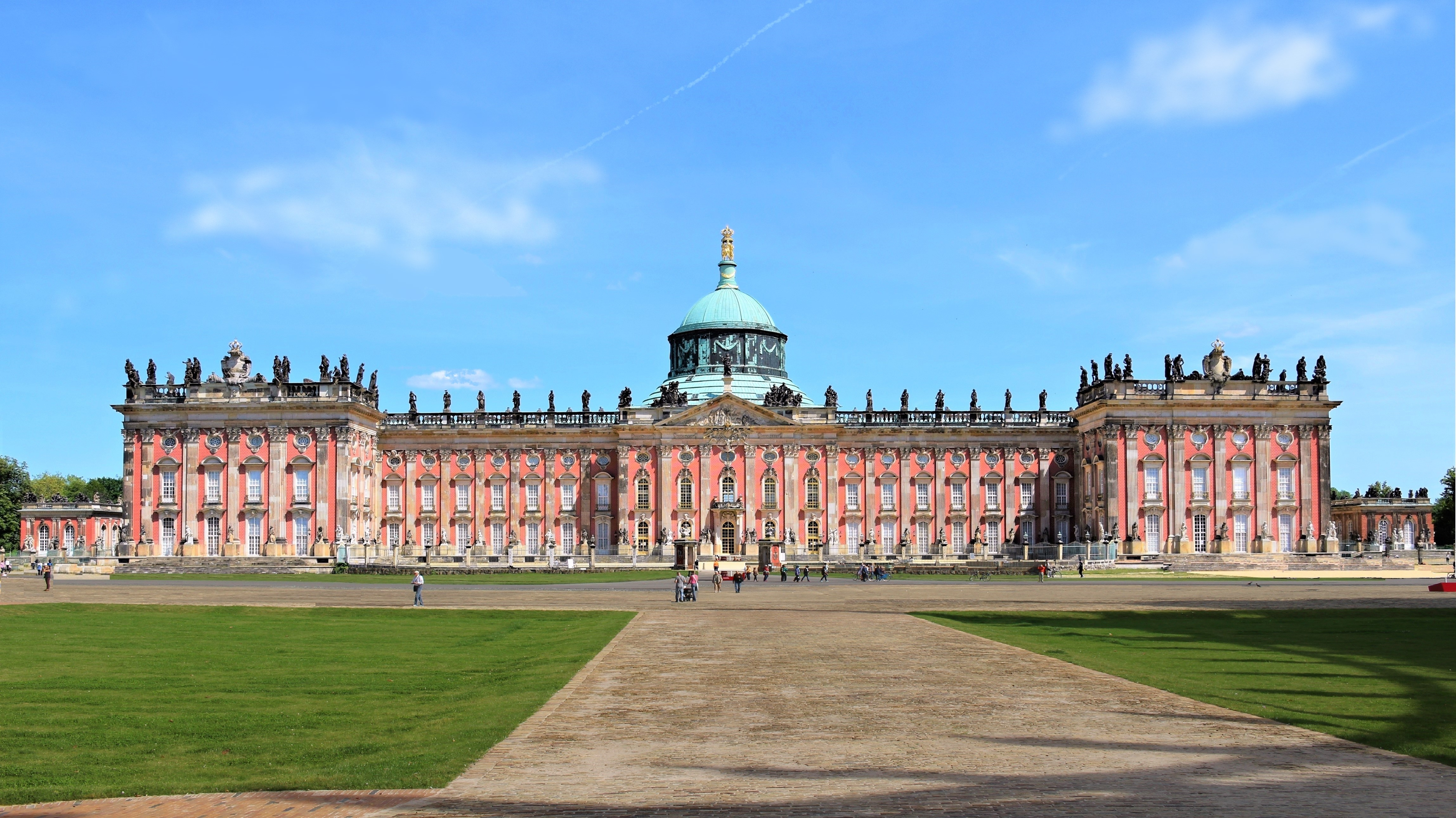
Az Új-Palota Potsdamban
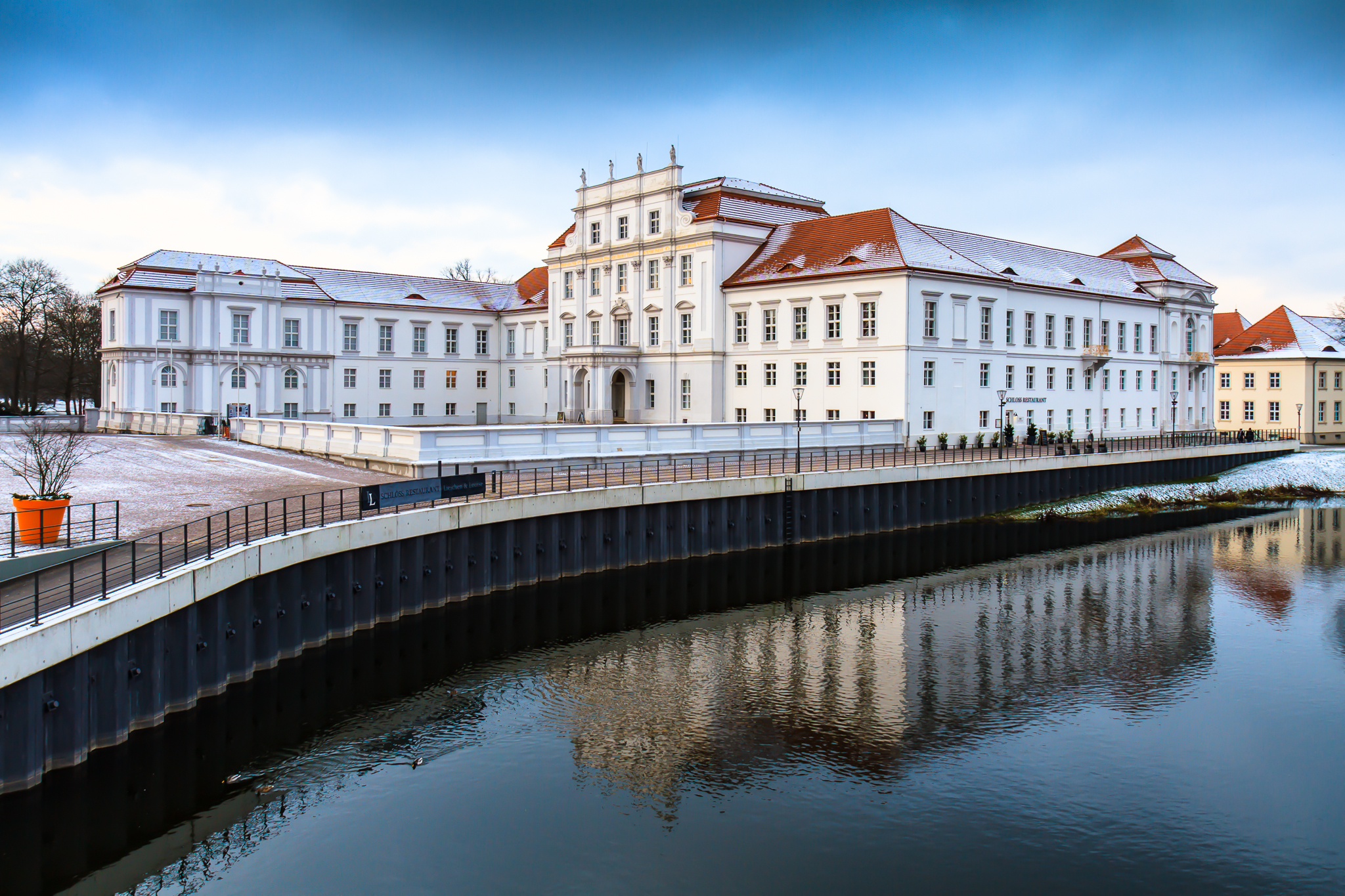
Kastély Oranienburg városában

## Ünnepek

### Tartományi ünnepnapok
Brandenburg tartományi ünnepei nagyrészt megegyeznek az evangélikus vallás által megszabott ünnepekkel. A tartományban évente 12 kiemelt ünnepnap van, ebből 8 napon vallási eseményt ünnepelnek Brandenburgban. A keresztény világ legtöbb országához hasonlóan szabadnap Nagypéntek, Húsvét, Pünkösd, Karácsony és Krisztus mennybemenetelének napja. A vidék protestáns tradícióit őrzi a reformáció napja. Brandenburgban az állami ünnepnapok közé tartozik a május 1-je (munka ünnepe, illetve az egységes Németország helyreállításának október 3-ára eső ünnepnapja. Európa más országaihoz hasonlóan az ünnepek közé tartozik január 1-je is.

### Népünnepélyek

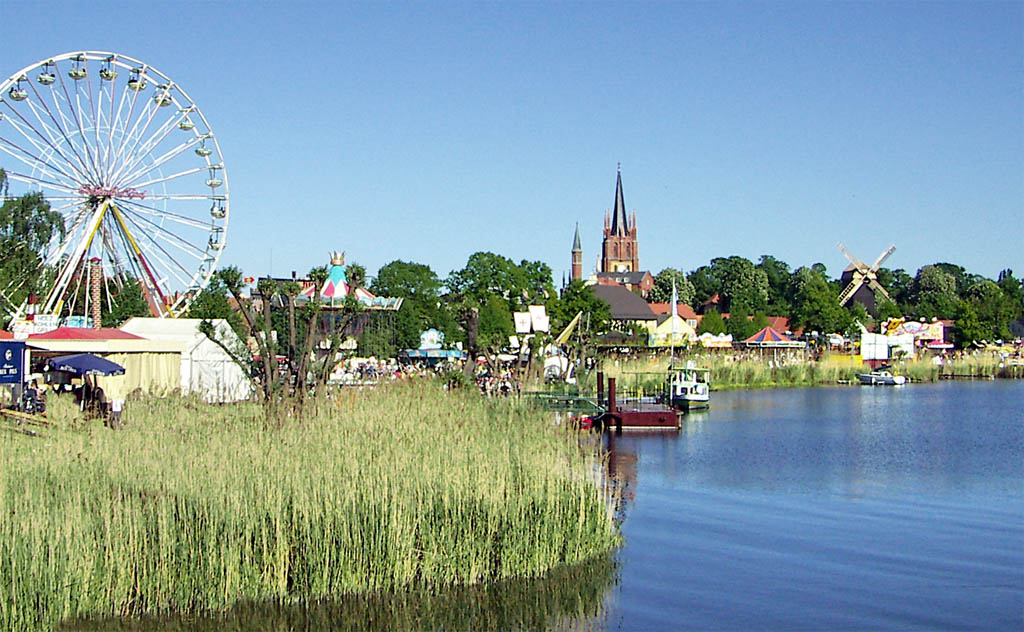
A Fák Virágzásának Ünnepe a Havel partján

A Németország-szerte népszerű nyilvános rendezvények Brandenburgban csak az 1990-et követő időszakban erősödhettek meg. A legnagyobb népünnepély a Fák Virágzásának Ünnepe, amelyet 1979 óta minden évben 10 napon keresztül a Havel-parti Werder kisvárosban rendeznek meg. A kulturális, gasztronómiai és szórakoztató jellegű rendezvényeknek évente kb. 500 000 látogatója van. A Fák Virágzásának Ünnepének jellegzetessége a nagy választékban és mennyiségben fogyasztható gyümölcsbor. Hasonlóan nagyszabású népünnepély a Brandenburg városkában sorra kerülő Havelfest és a frankfurti „Csirizünnep”.
Híres, ám nehezen megtekinthető rendezvény a potsdami kastélyok éjszakája. A Sanssouci-kastély parkjában korhű barokk felvonulást, hangversenyeket, tűzijátékokat láthat a kisszámú belépő szerencsés tulajdonosa.
1998 óta a potsdami kormány „Kulturland Brandenburg” márkanév alatt szervez az egész tartományt átfogó, egy téma köré csoportosítható rendezvénysorozatot. 2005-ben a kereszténység 1000 évét, 2006-ban az építészetet, 2007-ben a vizet, 2008-ban a nagyvárosok és a körülöttük fekvő vidékek ellentmondásos kapcsolatrendszerét választották az év témájául.

## Híres brandenburgiak
- Henry Maske – Olimpiai bajnok ökölvívó
- Rudi Dutschke – a Parlamenten Kívüli Ellenzék diákmozgalom vezetője
- I. Vilmos – Németország uralkodója 1871–1888
- III. Frigyes – Németország uralkodója 1888
- II. Vilmos – Németország uralkodója 1888–1918
- Manfred Stolpe – szociáldemoktara politikus
- Mathias Plazteck – szociáldemoktara politikus